# Piñan
Piñan è una municipalità di quarta classe delle Filippine, situata nella Provincia di Zamboanga del Norte, nella regione della Penisola di Zamboanga.
Piñan è formata da 22 baranggay:
- Adante
- Bacuyong
- Bagong Silang
- Calican
- Del Pilar
- Desin
- Dilawa
- Dionum
- Lapu-lapu
- Lower Gumay
- Luzvilla

- Poblacion North
- Poblacion South
- Santa Fe
- Segabe
- Sikitan
- Silano
- Teresita
- Tinaytayan
- Ubay (Daan Tipan)
- Upper Gumay
- Villarico